# Подвійне дно

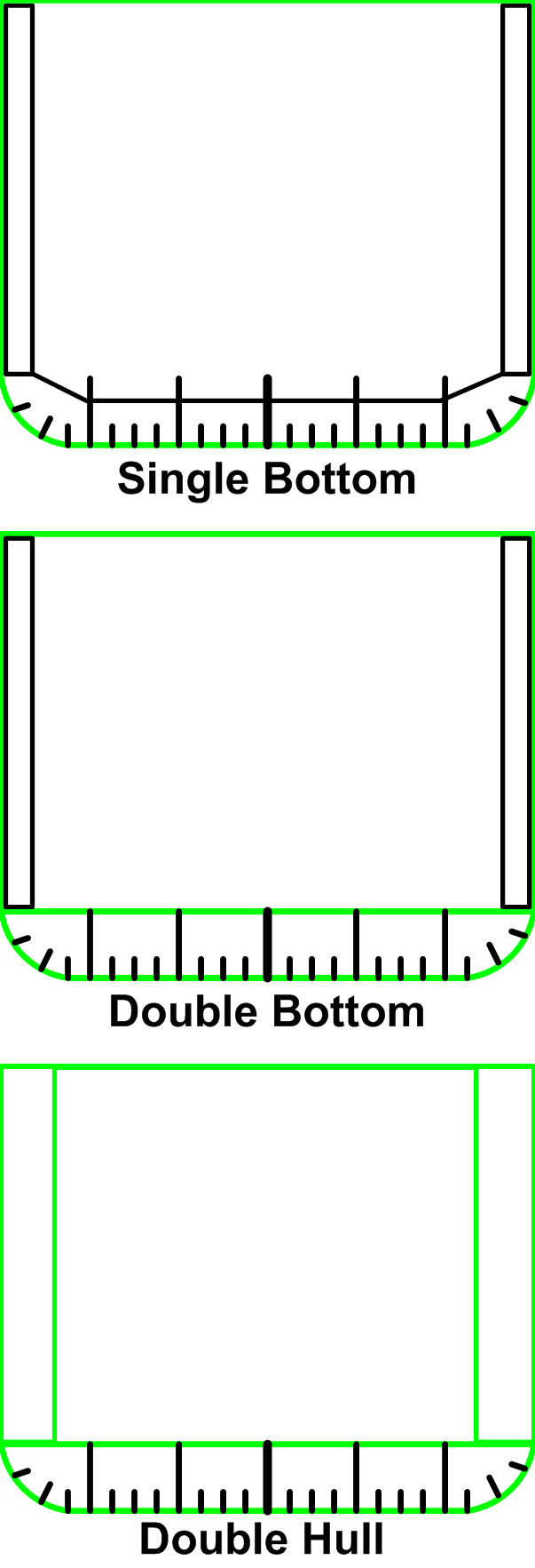
Одинарне дно, подвійне дно, подвійні борти. Зелені лінії водонепроникні; чорна структура не є водонепроникною

Подвійне дно — у суднобудуванні — частина корпусу судна; спосіб проектування та конструкції корпусу судна, де на дні корабля є два повних шари водонепроникної поверхні корпусу: один зовнішній шар утворює нормальний корпус корабля, а другий — внутрішній корпус, який трохи вище в кораблі, що утворює додаткову перешкоду морській воді у випадку, якщо зовнішній корпус пошкоджений та протікає.
Подвійне дно є платформою, що несе велику частину навантаження від перевозимих вантажів, енергетичні установки та інші механізми; при пошкодженні днища запобігає потраплянню води в корпус судна, а на танкерах — розливу нафти. Найнижчі ділянки другого дна вздовж бортів утворюють лляла.
Простір під внутрішнім дном називається міждонним і часто використовується в ролі резервуара для зберігання палива або баластної води, хоча зберігання палива в подвійному дні заборонено правилами Міжнародної конвенції щодо запобігання забрудненню із суден для суден, спущених на воду після 2007 року.
Подвійне дно набагато безпечніше, ніж одинарне. При посадці на мілину, при течі в районі подвійного дна зберігається плавучість, так як вода може проникнути тільки до настилу другого дна. З цієї причини вимогами Міжнародної конвенції з охорони людського життя на морі вже протягом багатьох десятиліть всім пасажирським суднам наказано мати подвійне дно.
Ще більш надійний захист забезпечують подвійні борти, утворені поздовжніми перебірками, віддаленими від бортової обшивки на відстані 800—1500 мм. Подвійний борт, так само як і подвійне дно, збільшує живучість судна при випадковому проломі обшивки. Існує два типи конструкцій подвійних бортів: з похилими (для сипучих вантажів) або вертикальними стінками.
Подвійне дно також значно посилює міцність корпусу і його стійкість до поздовжніх навантажень та деякою мірою до скручувальних.